# Ramnogaster arcuata
Ramnogaster arcuata är en fiskart som först beskrevs av Leonard Jenyns 1842.  Ramnogaster arcuata ingår i släktet Ramnogaster och familjen sillfiskar. Inga underarter finns listade i Catalogue of Life.